# Sint-Augustinuskerk (Amsterdam-West)
De Sint-Augustinuskerk, ook wel De Star genoemd, is een voormalige rooms-katholieke kerk aan de Postjesweg 125 in Amsterdam-West. Zij wordt gezien als een van de belangrijkste Amsterdamse katholieke kerken uit het interbellum en als hoofdwerk van K. P. Tholens.
De kerk was de opvolger van 'De Star' aan het Rusland. Deze kerk verloor steeds meer parochianen vanwege de ontvolking van de binnenstad. Daarom werd besloten naar de relatief nieuwe wijk Overtoomse Veld te verhuizen. In 1929 werd De Star gesloten en in 1931 werd de eerste steen van de nieuwe kerk gelegd. 

## Architectuur
De Augustinuskerk was Tholens' meest monumentale ontwerp, met een breedte van 30 meter, een lengte van 55 meter, een hoogte van 25 meter in het middenschip en een toren van 45 meter. Tholens baseerde zich op de gedachte van de zogenaamde christocentrische kerk, ook wel 'volkskerk' genaamd, waarbij het doel was de gelovigen meer te betrekken bij de eucharistieviering. Het grondontwerp bestond daarom uit één pijlerloze beuk zonder zijbeuken, waarmee een onbelemmerd uitzicht op het altaar ontstond; het priesterkoor is relatief groot. Het gebruikte materiaal was baksteen in warme aardtinten, gelijk aan Tholens' vorige kerk, de Chassékerk, die ook hetzelfde grondontwerp vertoont.
Tholens was lid van de Amsterdamse 'Katholieke Kunstkring De Violier', die het concept van een 'volkskerk' sterk propageerde en de tot dan toe overheersende neogotiek had afgezworen. Verwante geesten waren onder meer Jan Stuyt, H. W. Valk, Jacques Duncker en Alexander Kropholler. Na de Eerste Wereldoorlog verrezen in de nieuwe stadsuitbreidingen in relatief korte tijd een aantal rooms-katholieke kerken die van dit volkskerk-concept uitgingen. In Amsterdam-Zuid waren dat de Agneskerk (1920-1921, eerste fase) van Jan Stuyt, de Vredeskerk (1922-1928) van Jos Bekkers, de Sint-Augustinuskerk (Amsterdam-Buitenveldert) van Jan van Hardeveld (1934-'35) en de Thomas van Aquinokerk (1925-1926) van Jacques Dunker. Tholens was in Amsterdam-West verantwoordelijk voor de kerk van Onze-Lieve-Vrouw van Altijddurende Bijstand (Chassékerk) (1924-1926) en de Augustinuskerk (1931-1932) en in Amsterdam-Noord voor de Sint-Stephanuskerk (1933), waarmee hij van deze groep relatief de meeste kerken op zijn naam schreef. 

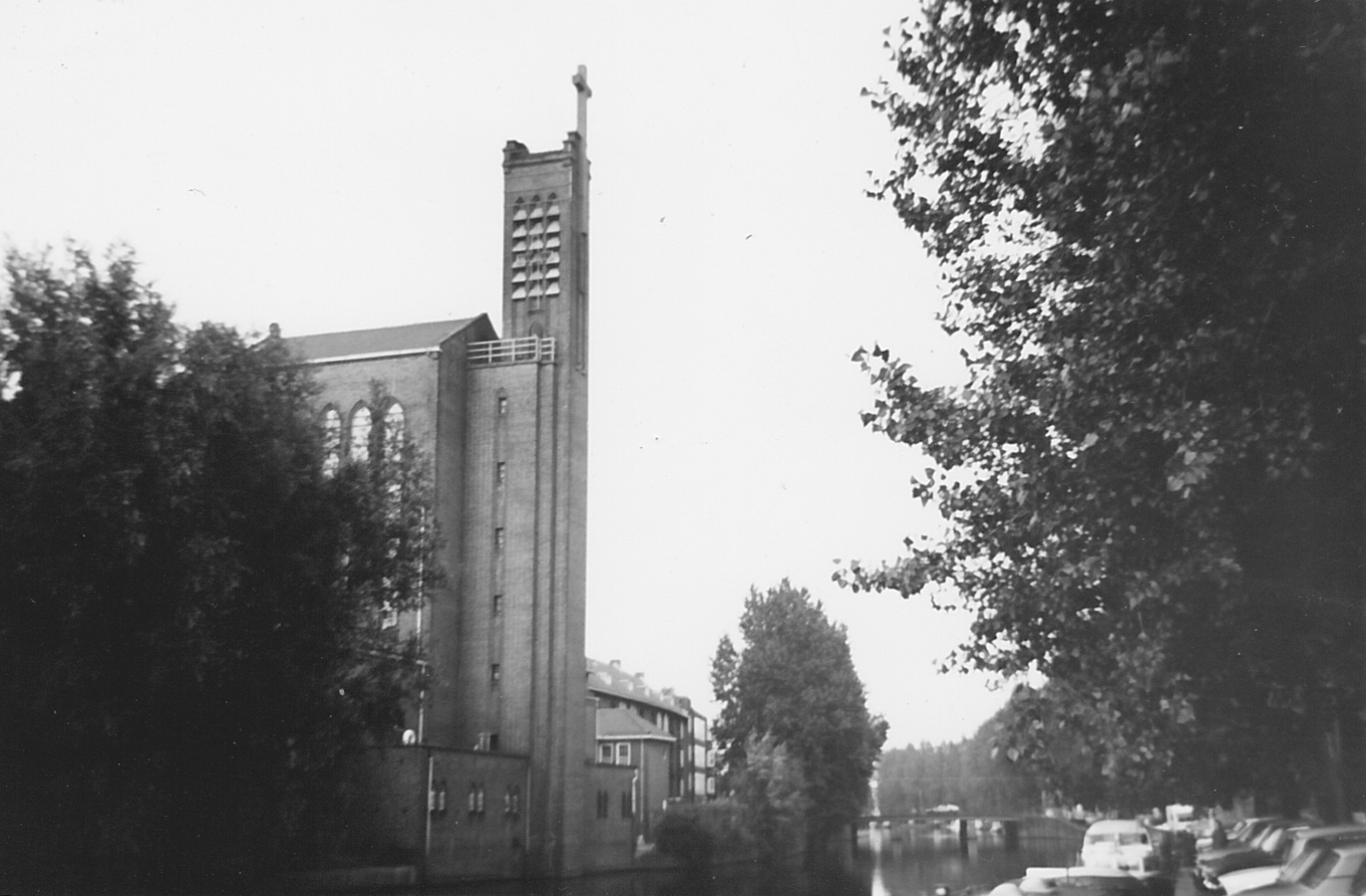
Kerk gezien vanaf de achterzijde (Postjeskade)

Wel was Tholens duidelijk de minst frivole onder zijn medestanders, die hun kerken meestal met gewelven, overkappingen, sculpturen en torens uitvoerden. Mogelijk is hij daarom ook wat minder bekend gebleven. In de Augustinuskerk komt deze soberheid nog sterker tot uiting dan in de Chassékerk, maar dit kwam ook omdat Tholens uit kostenoverwegingen af moest zien van de beoogde grote gemetselde boogoverspanningen met daartussen kleine gewelfjes. ‘De vereenvoudiging van een en ander is enkel inwendig aangebracht, zoodat uitwendig alles hetzelfde zou kunnen blijven en we daardoor de grootste moeilijkheid ontwijken, dat het geheele plan weer opnieuw aan de verschillende gemeentelijke bouwcommissies en schoonheidscommissie zou moeten worden onderworpen’. Ook werden alle ornamenten geschrapt. Het was dat er nog enkele stukken uit de voormalige kerk aan het Rusland waren overgebracht dat het interieur nog enigszins van luister werd voorzien. Nico Witteman en Mari Andriessen kregen opdracht tot het vervaardigen van het nieuwe hoogaltaar en Andriessen daarnaast van het Augustinusbeeld boven het altaar. 
Het bijzondere uit 1881 daterende orgel van Aristide Cavaillé-Coll kwam over uit de vorige kerk, maar belandde in een zijkapel, wat een ongunstige akoestiek opleverde. In 1969 werd het orgel alsnog centraal in het koor gepositioneerd, waarna het in korte tijd populariteit verwierf bij organisten en veelvuldig voor uitvoeringen en opnames gebruikt ging worden.
In 1977 werd de kerk wegens de matige bouwkundige staat gesloopt en vervangen door een verzorgingstehuis met een kleine kerkzaal.

## Ontvangst
In de vakpers werd de kerk overwegend positief ontvangen, al was er kritiek op plaatsing en vormgeving van de toren en het ontbreken van natuursteen. Zelfs het progressieve architectuurtijdschrift Wendingen vermeldde de Augustinuskerk in een beeldreportage over belangrijke contemporaine kerkgebouwen. Vrijwel alle besprekingen stonden in het teken van de toegepaste stijl, of eerder, het ontbreken daarvan. 
V.C. van Amstel oordeelde dat de kerk een "volstrekt eerlijke poging [was] om zonder valschen schijn, strikt zakelijk een werkstuk te scheppen dat in zijn vormgeving van deze eerlijkheid getuigt". Tholens doet met deze kerk "geen worp naar ’t onbereikbare, geen romantische droom, geen gedurfde sprong naar "nieuwe zakelijkheid", [maar] verstandige berekening, een wikken en wegen, handhaving van oude vormen [...], en van oude materialen, maar eveneens toepassing van nieuwe materialen en een trachten naar vormgeving, die in haar geheel toch niet "historisch" mag heten." Dat laatste kan van de Augustinuskerk inderdaad niet gezegd worden, want buiten de spitsboogvormige openingen van de pijlers, de triomfboog en de vensteropeningen, werd er amper teruggegrepen op stijlen uit het verleden.
Neutraler is daarentegen het oordeel van professor J.G. Wattjes, hoogleraar aan de Technische Hogeschool in Delft, die de kerk ruim tien jaar later prees als "uitstekende moderne baksteen-architectuur van sacraal karakter".
De Augustinuskerk werd door Tholens zelf als zijn meest geslaagde ontwerp beschouwd en zo wordt deze, samen met de Chassékerk, ook in de literatuur gewaardeerd. 